# Yasmine Belmadi
Yasmine Belmadi (Aubervilliers, 26 gennaio 1976 – Parigi, 18 luglio 2009) è stato un attore francese di origine algerina.

## Biografia
Yasmine Belmadi a causa della precoce perdita di entrambi i genitori, suo padre è scomparso ancor prima della sua nascita e sua madre è morta durante la sua adolescenza, è cresciuto con la sorella e la nonna con le quali ha convissuto in una casa di un quartiere nei pressi di Saint-Denis sino al 2000.
Al debutto della sua carriera, nel 1997 ha interpretato il ruolo di un giovane beur omosessuale nel cortometraggio Les corps ouverts diretto da Sébastien Lifshitz che racconta le scorribande di un giovane ragazzo delle banlieue che mostra smarrimento e dubbi sulle proprie scelte sessuali.
Per François Ozon ha recitato una piccola parte, come amico di Saïd (Salim Kechiouche), il ragazzo brutalmente ammazzato, nel film in stile gotico Amanti criminali del 1998.
Nel 2004 è stato nuovamente scelto da Sébastien Lifshitz che gli ha fatto vestire i panni del gigolò magrebino, Djamel in Wild Side, film che ha vinto il Teddy Award al Festival di Berlino e il Festival MIX Milano e il Festival MIX Milano.
Lo stesso anno è nel cast di Grande École. Nel film di Robert Salis interpreta il ruolo di un beur pittore.
Uno dei suoi ultimi ruoli è stato Beur blanc rouge, lungometraggio uscito nel 2006, che descriveva gli eventi durante l'amichevole Francia-Algeria nel 2001.
Nel 2009, Yasmine Belmadi ha partecipato al Festival di Cannes per Adieu Gary di Nassim Amaouche presentato alla Settimana della Critica.
Il 18 luglio 2009 alle 6 di mattina, mentre stava percorrendo con il suo scooter il Boulevard Henri IV, di ritorno dalla festa che concludeva le riprese della serie televisiva Pigalle, la nuit, ha colpito un lampione. Trasportato all'ospedale de la Pitié-Salpêtrière è morto a causa delle ferite riportate, aveva 33 anni.
Il 23 luglio 2009, al suo funerale hanno partecipato oltre alla sua famiglia, gli amici Lespert, Sonia Rolland, Jérémie Renier (che era il suo partner in Amanti criminali), Simon Abkarian, e Leila Bekhti e Sabrina Ouazani (che con lui ha girato Adieu Gary). E ora riposa nel cimitero di Pont-Blanc a Aubervilliers.

## Filmografia

### Cinema
- Les corps ouverts, regia di Sébastien Lifshitz - cortometraggio (1997)
- Amanti criminali (Les Amants criminels), regia di François Ozon (1999)
- Un dérangement considérable, regia di Bernard Stora (2000)
- Les gens en maillot de bain ne sont pas (forcément) superficiels, regia di Eric Assous (2000)
- Filles uniques, regia di Pierre Jolivet (2003)
- Qui a tué Bambi?, regia di Gilles Marchand (2003)
- Wild Side, regia di Sébastien Lifshitz (2004)
- Grande École, regia di Robert Salis (2004)
- Au petit matin, regia di Xavier Gens (2005)
- Beur blanc rouge, regia di Mahmoud Zemmouri (2006)
- Coupable, regia di Laetitia Masson (2008)
- Adieu Gary, regia di Nassim Amaouche (2009)

### Televisione
- Les Terres froides di Sébastien Lifshitz - film per la televisione (1998)
- Pigalle, la nuit - serie televisiva (2009)